# Giraumont (Meurthe e Mosella)
Giraumont è un comune francese di 1 196 abitanti situato nel dipartimento della Meurthe e Mosella nella regione del Grand Est.

## Società

### Evoluzione demografica
Abitanti censiti